# Hugo Rafael
Hugo Rafael Gonzaga de Araújo (Sorocaba, 10 de dezembro de 1985) é um cantor e compositor brasileiro.

## Biografia
Aos 14 anos, integrou a banda de punk rock "Wart Hog". Em 2005, integrou a banda Fast Food Brazil, por onde lançou os EPs Fast Food Brazil (2008) e Retalho (2010); em 2010, lança seu primeiro álbum solo, Raph Zero; em 2011, participou e venceu o concurso "Jovens Talentos" do Programa Raul Gil do SBT, o que lhe rende a gravação de um álbum solo pela Sony Music; em 2012, faz sua última apresentação com a banda Fast Food Brazil, lançando o EP Nova Ordem (2012) e fazendo shows de despedida - nesse mesmo ano, forma uma parceria com o pianista João Leopoldo; em 2015, lançam o CD Dois pesos, uma medida e um tributo a banda Aerosmith; ainda em 2015, Hugo Rafael torna-se vocalista da banda Sambô, grupo que mistura elementos de rock e samba, substituindo o ex-vocalista Sandami (antes conhecido como Daniel San), que saiu do grupo para fazer uma carreira solo.
Em 2021, participa da 10ª edição do The Voice Brasil, chegando a final do programa, vencida por Giuliano Eriston.
Desde 2021 também integra como vocalista a banda de power metal/metal progressivo The Giant Void, pela qual lançou, em 2021, o álbum Thought Insertion.